# رورسپیتزلی
رورسپیتزلی (به لاتین: Rorspitzli) یک کوه در سوئیس است که در کانتون آوری واقع شده‌است. رورسپیتزلی ۳٬۲۲۰ متر بالاتر از سطح دریا واقع شده‌است.